# ملا سراب
ملا سراب هي قرية في مقاطعة ملكان، إيران. عدد سكان هذه القرية هو 912 في سنة 2006.